# Monrovia-Prachtkärpfling
Der Monrovia-Prachtkärpfling (Callopanchax monroviae) ist ein westafrikanischer Vertreter der Killifische. Die farbenprächtigen Tiere sind bekannte Aquarienfische, werden aber aufgrund ihrer Ansprüche (siehe Fortpflanzung) und kurzen Lebenserwartung eher selten gehalten. Das Artepitheton nimmt Bezug auf Monrovia, die Hauptstadt Liberias.

## Vorkommen
Die Art kommt in Westafrika und dort hauptsächlich im Gebiet des südlichen Sierra Leone vor. Sie besiedelt vor allem kleine und kleinste Wasseransammlungen und Sümpfe, die jahreszeitlich auch austrocknen können.

## Erscheinung
Die Körperform ist gestreckt keulenförmig mit oberständigem Maul. In Gefangenschaft erreichen die männlichen Tiere eine Gesamtlänge von bis zu acht Zentimetern, während die Weibchen etwas kleiner bleiben. Die Grundfarbe kann je nach Lokalform unterschiedlich sein, von orange-rot bis zu blauviolett. Vor allem im Rückenbereich ist der Körper mit leuchtend roten Punkten überzogen, Rücken- und Afterflosse sind bandförmig ausgebildet, die Schwanzflosse länglich bis spatelförmig. Alle Flossen weisen rote Bänder auf. Vor allem die männlichen Tiere sind sehr farbenprächtig, weibliche Tiere sind deutlich kontrastärmer.

## Lebensweise
Die Tiere leben einzeln oder in lockeren Gruppen in krautigen Flachwasserbereichen und ernähren sich dort von kleineren Wirbellosen und ins Wasser gefallenen Insekten. Die innerartliche Aggressivität ist vor allem bei den Männchen deutlich ausgeprägt.

## Fortpflanzung
Der Monrovia-Prachtkärpfling gehört zu den Saisonfischen. Als Anpassung an die regelmäßig austrocknenden Habitate werden die Eier im schlammigen Bodengrund abgelegt und machen dort während des Trockenfalls eine Ruhephase durch. Wird das Gewässer in der Regenzeit wieder aufgefüllt, schlüpfen die Jungfische nach kurzer Zeit und werden auch bereits nach acht bis zehn Wochen geschlechtsreif.